# Madonna della Quaglia
La Madonna della Quaglia è la prima opera attribuita con una certa sicurezza a Pisanello, facendola risalire al 1420 circa. È una tempera ed oro su tavola (50x33 cm) conservata nel Museo di Castelvecchio a Verona, da dove fu rubata la sera del 19 novembre 2015 per essere poi recuperata l'anno successivo.

## Descrizione e stile
Si tratta di una Madonna col Bambino incoronata da due angeli volanti e seduta in un magnifico roseto, in pieno stile tardogotico. L'opera costituiva probabilmente il pannello centrale di un polittico di devozione privata. Il pittore dedica molta attenzione nella rappresentazione delle specie vegetali e degli uccelli (tra cui la quaglia in primo piano, che dà il nome all'opera), che creano una sorta di ambientazione paradisiaca, evidenziata dal fondo oro. 
La figura della Madonna, dai raffinati giochi lineari nella veste, ha un incarnato ottenuto con tinte morbide e delicate, che ricordano da vicino le opere di Gentile da Fabriano, di cui Pisanello era in quel periodo assistente. In particolare è assimilabile a un'opera analoga di Gentile ora custodita a Perugia (Galleria nazionale dell'Umbria) e forse ancor più a quella di Pisa (Museo nazionale di San Matteo). L'ambientazione ricorda da vicino quella della Madonna del roseto attribuita a Michelino da Besozzo, tra l'altro custodita nella stessa sala del museo.

## Altre immagini

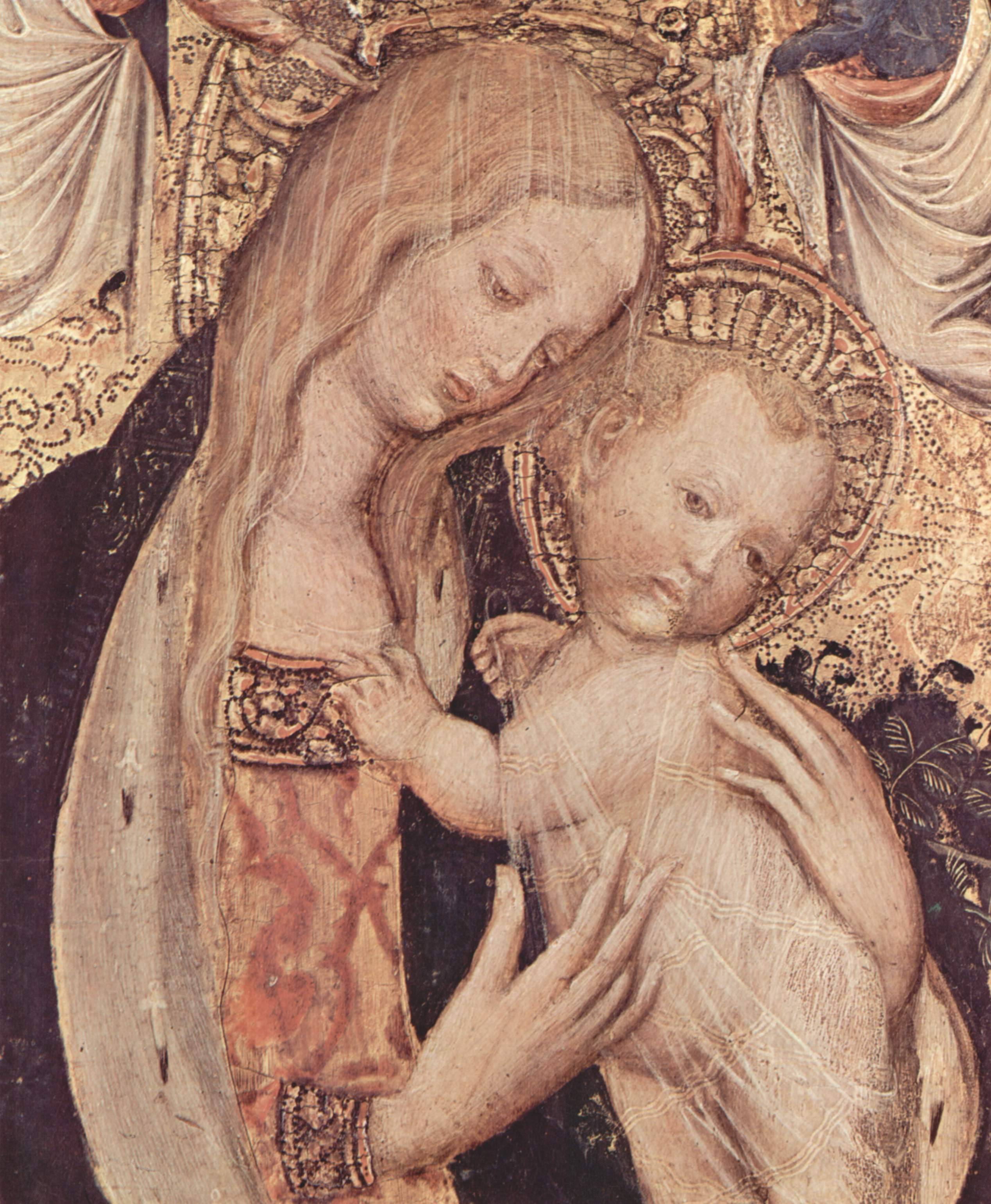
Particolare
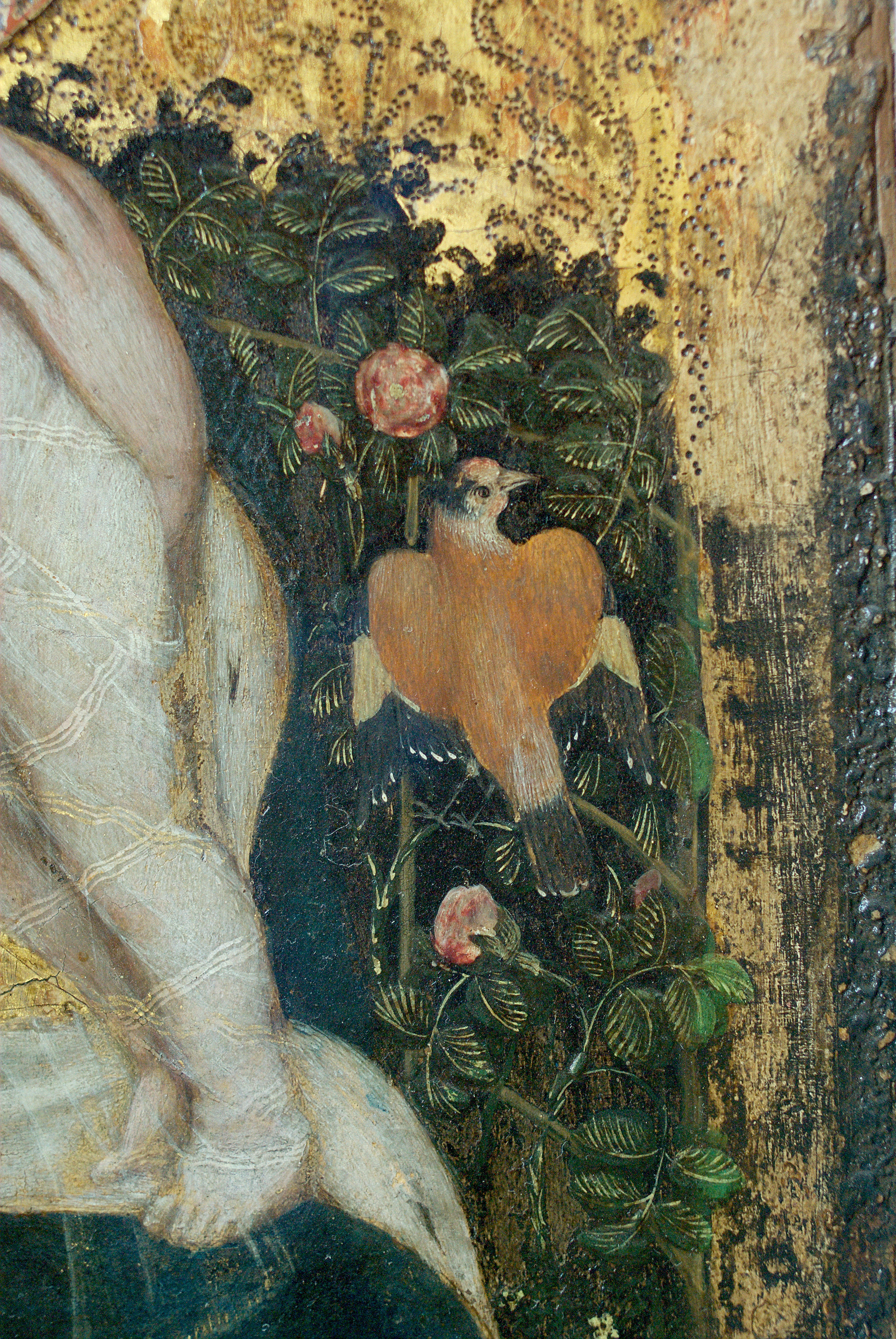
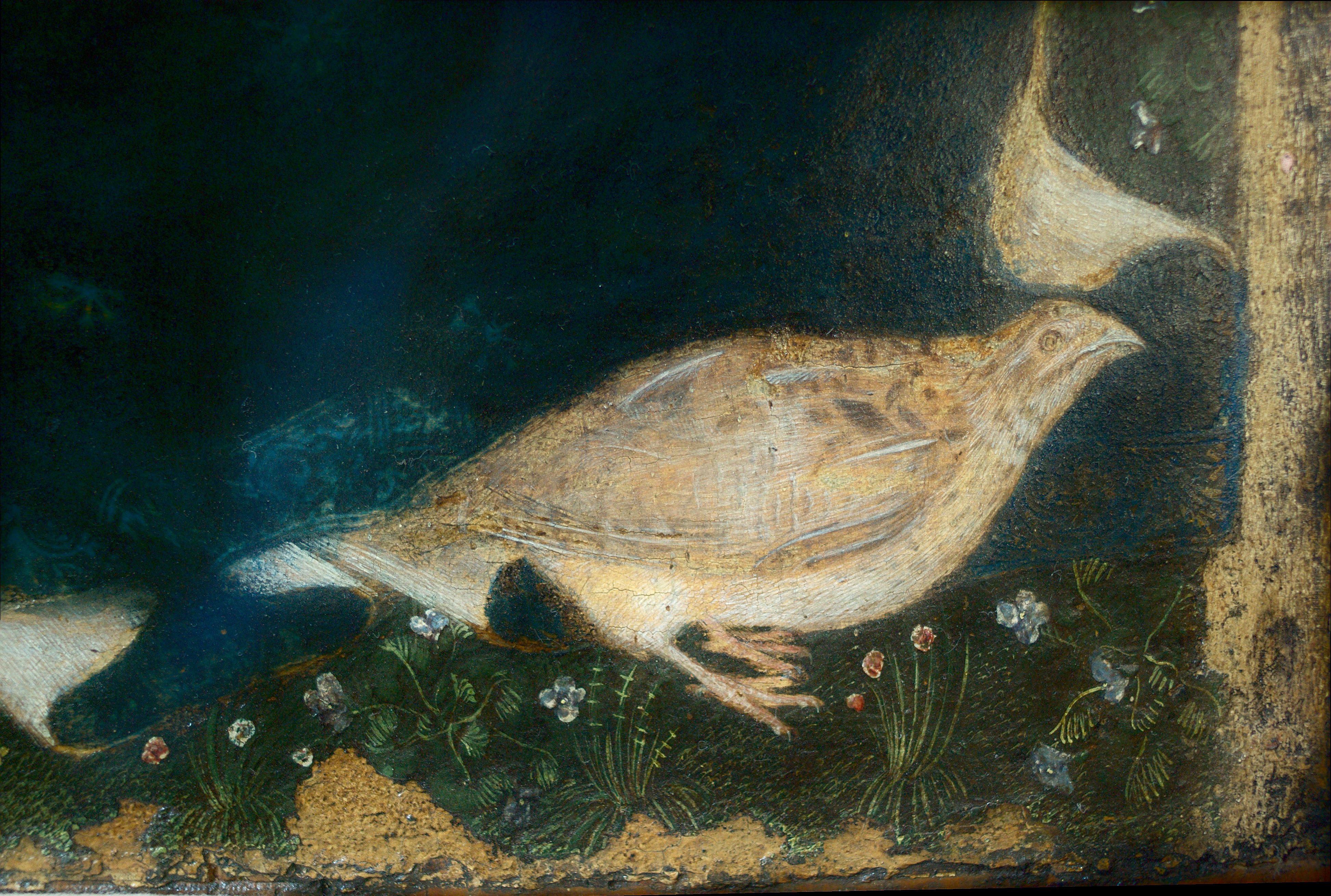
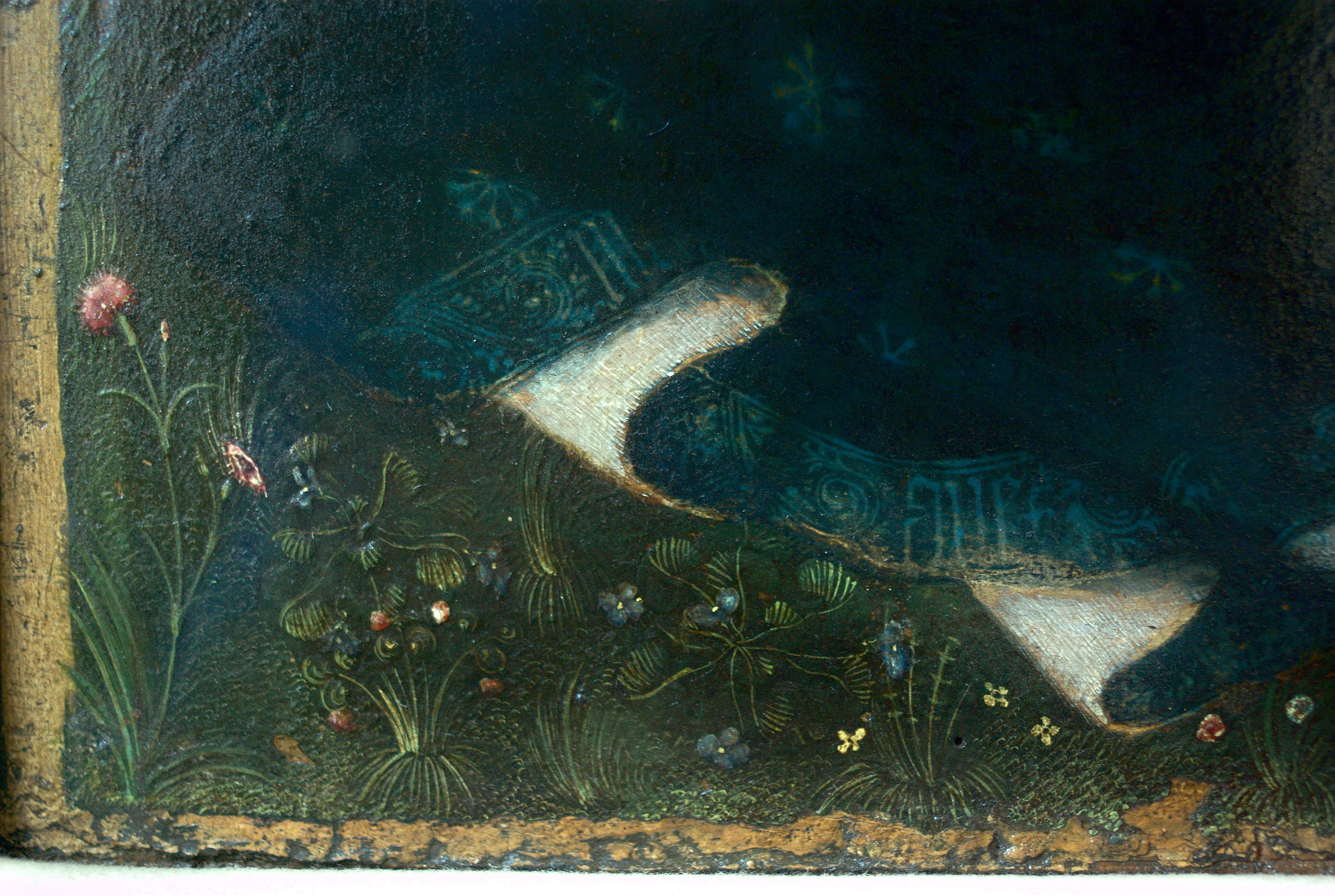
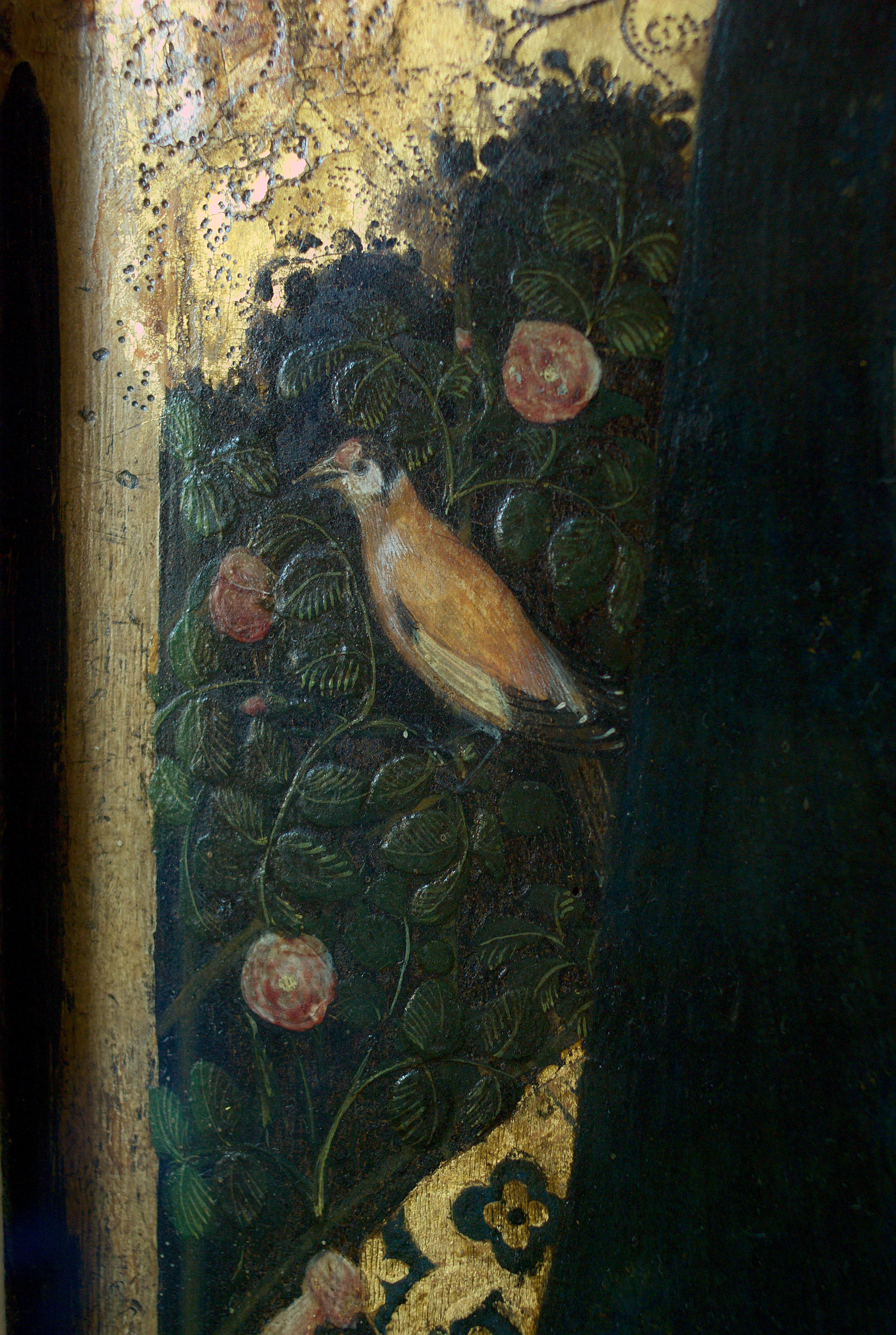
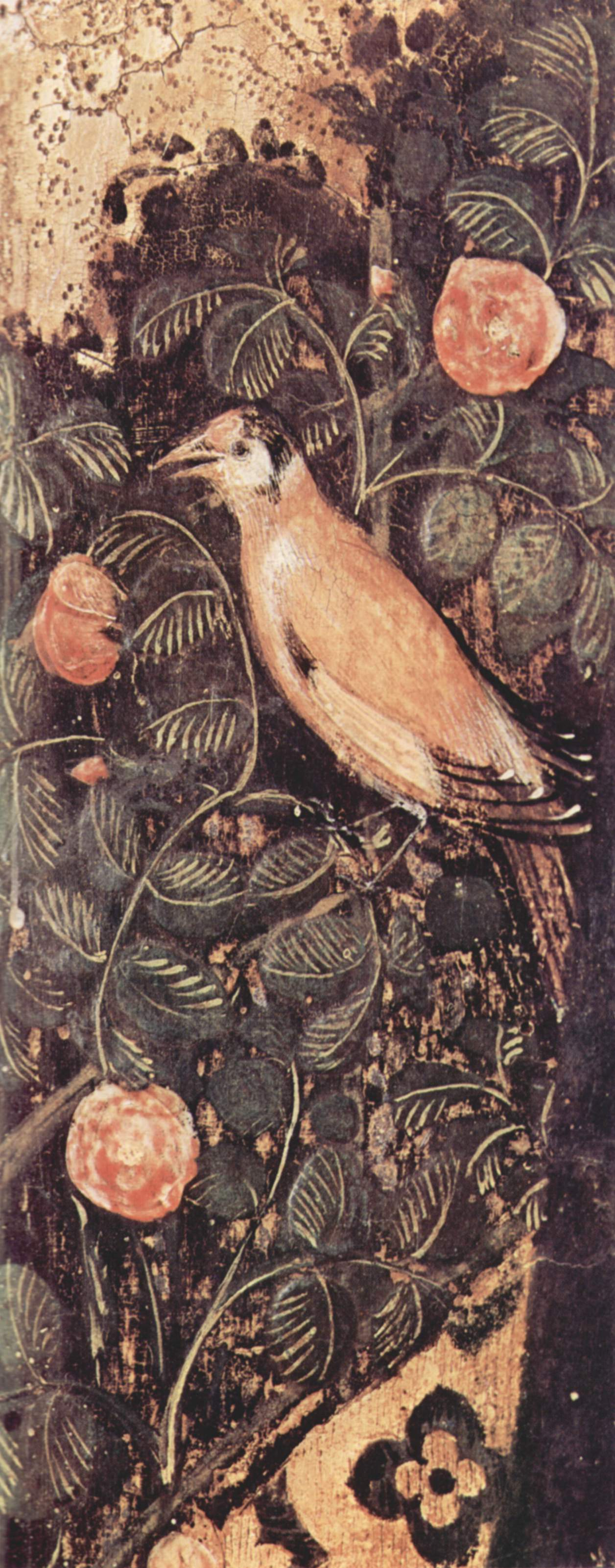
Particolare
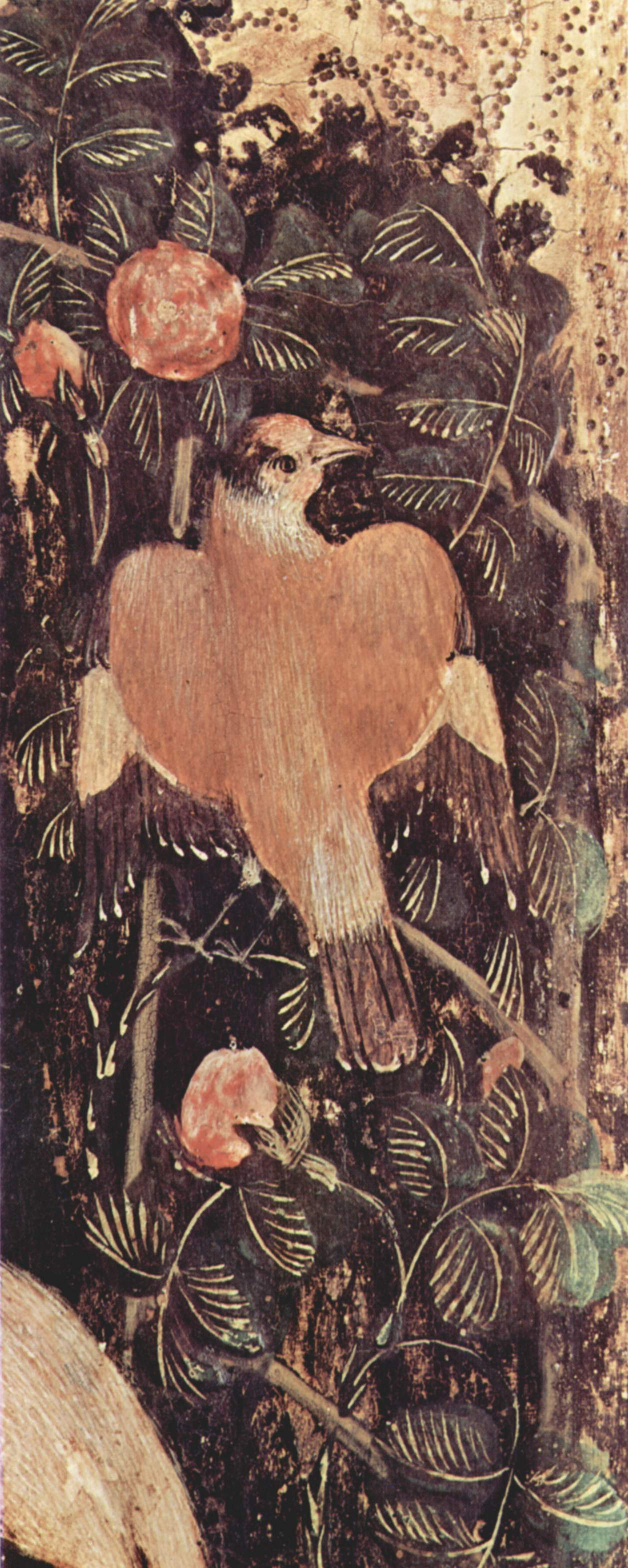
Particolare